# 大洋洲鬚蟾鰧
大洋洲鬚蟾鰧為輻鰭魚綱鱸形目南極魚亞目阿氏龍鰧科的其中一種，分布於南冰洋別林斯高晉海海域，棲息深度約1947公尺，體長可達23.4公分，為深海底棲性魚類，屬肉食性，生活習性不明。

## 擴展閱讀
維基物種上的相關：大洋洲鬚蟾鰧